# 高滩站
高滩站是襄渝铁路上的铁路车站，位于陕西省安康市紫阳县高滩镇。邮编725311，隶属于西安铁路局安康车务段的四等车站。距襄阳站450公里，重庆站449公里。目前办理旅客乘降，每日仅有一列下行旅客慢车（6065安康-达州）停靠。
该站建成于1973年，既有站场设有3条股道。2009年4月襄渝二线接入车站。襄渝二线自安康段出高滩隧道后、跨沙河沟右线大桥进新龙湾隧道。由于二线距离既有站场距离较远，两者在车站咽喉通过长渡线连接：安康段渡线经沙河沟联络线大桥引入高滩隧道内、重庆端渡线引入新龙湾隧道与正线汇合。2008年4月新龙湾隧道建设过程中曾发生塌方，导致隧道上方地域的高滩镇初级中学等建筑出现多处裂缝，该校795名学生被迫停课放假。